# Penicillium subtile
Penicillium subtile är en svampart som beskrevs av Berk. 1841. Penicillium subtile ingår i släktet Penicillium och familjen Trichocomaceae.   Inga underarter finns listade i Catalogue of Life.